# Biringuccite
La biringuccite è un minerale.